# Савино (Рыбинский район)
Савино — деревня Макаровской сельской администрации Судоверфского сельского поселения Рыбинского района Ярославской области .
Деревня расположена на пригородной безлесой равнине, на левом берегу безымянного левого притока Фоминского ручья, западнее железнодорожной ветки местного промышленного назначения, ведущей от станции Рыбинск на левый берег Волги через плотину и шлюзы Рыбинского водохранилища. Деревня имеет одну улицу, ориентированную вдоль ручья. На противоположном берегу ручья стоит деревня Артюшино, а ниже по течению Спешино . 
Деревня Савина указана на плане Генерального межевания Рыбинского уезда 1792 года.
На 1 января 2007 года в деревне числилось 6 постоянных жителей . Деревня обслуживается почтовым отделением 16 в Рыбинске (Переборы). По почтовым данным в деревне 23 дома. Улицы не именуются .